# Виља Мугуета
Виља Мугуета (шп. Villa Mugueta) је насељено место у округу Сан Лоренцо у провинцији Санта Фе, Аргентина. Према попису из 2010. године у насељу је живело 2.270 становника. Удаљено је око 230 км од града Санта Феа, 60 км од Росарија и 35 км од Касилде.
Аргентински председник Хавијер Милеј је са мајчине стране пореклом из Виља Мугуете. Породица његове мајке Алисије Лухан Лучић је пореклом са острва Хвар.

## Историја
Насеље је формирано 3. марта 1916. године на некадашњим поседима Баскијца Мигела Мугуете, који је емигрирао у Аргентину почетком 20. века. Становништво које се насељавало је највећим делом било из данашње Хрватске, тачније Далмације. Они су 1925. године формирали Хрватско-словенско припомоћно друштво (Sociedad Croata Eslava de Socorros Mutuos), касније је формирано друго друштво под називом Hogar de los Emigrantes Croatas en la America del Sud. Оближње место Човет и Виља Мугуета су насеља са највећом концетрацијом становништва далматинског порекла, према проценама више од три хиљаде њих живи у ова два места.